# Hang động El Castillo
Hang động El Castillo là một địa điểm khảo cổ học nằm trong khu phức hợp các hang Monte Castillo, và nằm ở Puente Viesgo, thuộc tỉnh Cantabria, Tây Ban Nha. Nó chứa các hang động cổ nhất được biết đến ở châu Âu. Một số nhà nghiên cứu cho rằng đây thậm chí có thể là ví dụ về tác phẩm nghệ thuật lâu đời nhất trên thế giới và có thể là sản phẩm của Homo neanderthalensis.. Các mẫu đúc bằng tay, hình dạng của câu lạc bộ và đĩa được làm bằng cách thổi sơn lên tường trong hang El Castillo đã được tìm thấy có niên đại ít nhất 40.800 năm, làm cho chúng lớn hơn những chiếc hang động Chauvet ở trung tâm Pháp, khoảng 39.000 ngày Năm TCN

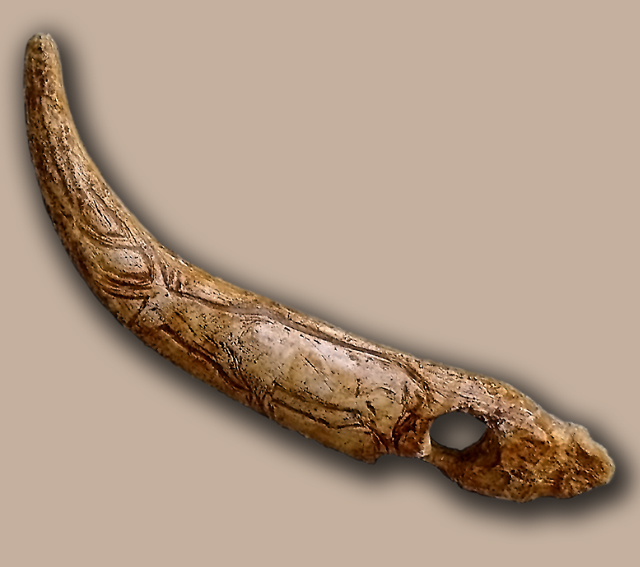
Chữ khắc và đục lỗ của người Magdalen ở trên

Một nhóm các nhà nghiên cứu người Anh, Tây Ban Nha và Bồ Đào Nha do Tiến sĩ Alistair Pike thuộc trường Đại học Bristol đã dẫn đầu cho biết ngày nay, các phương pháp truyền thống như hẹn hò bằng X quang, không có chất màu hữu cơ, ngày nay đã hình thành các nhũ đá nhỏ trên đầu các bức tranh sử dụng Kỹ thuật hẹn hò urani-thori, do đó có được một độ tuổi tối thiểu cho nghệ thuật. Những bức tranh sơn mài lớn đã được sơn, độ tuổi tối đa cũng được thu được.
Địa tầng khảo cổ đã được chia thành khoảng 19 lớp, tùy thuộc vào nguồn chúng hơi lệch nhau, tuy nhiên trình tự tổng thể là nhất quán, bắt đầu từ thời Aurignacian sớm, khoảng 44.100 năm trước và kết thúc ở thời đại đồ đồng
Cueva del Castillo đã được Hermilio Alcalde del Río, một nhà khảo cổ học người Tây Ban Nha phát hiện vào năm 1903, người đã từng là một trong những người tiên phong nghiên cứu những bức tranh hang động đầu tiên của Cantabria. Lối vào hang động nhỏ hơn trong quá khứ và đã được mở rộng như là kết quả của các cuộc khai quật khảo cổ.
Alcalde del Río tìm thấy một chuỗi các hình ảnh được thực hiện bằng than củi và đỏ trên tường và trần nhà của nhiều hang động. Các bức tranh và nhiều dấu hiệu và graffiti trải dài từ thời kỳ Paleolithic Hạ tới Thời đại Đồ đồng và thậm chí vào thời Trung Cổ. Có hơn 150 mô tả đã được lập danh mục, bao gồm cả những bức ảnh nhấn mạnh đến khắc của một vài con nai, hoàn chỉnh với bóng tối.